# Kórodi András
Kórodi András (Budapest, 1922. május 24. – Treviso, 1986. szeptember 17.) Kossuth-díjas magyar karmester, főiskolai tanár.

## Élete

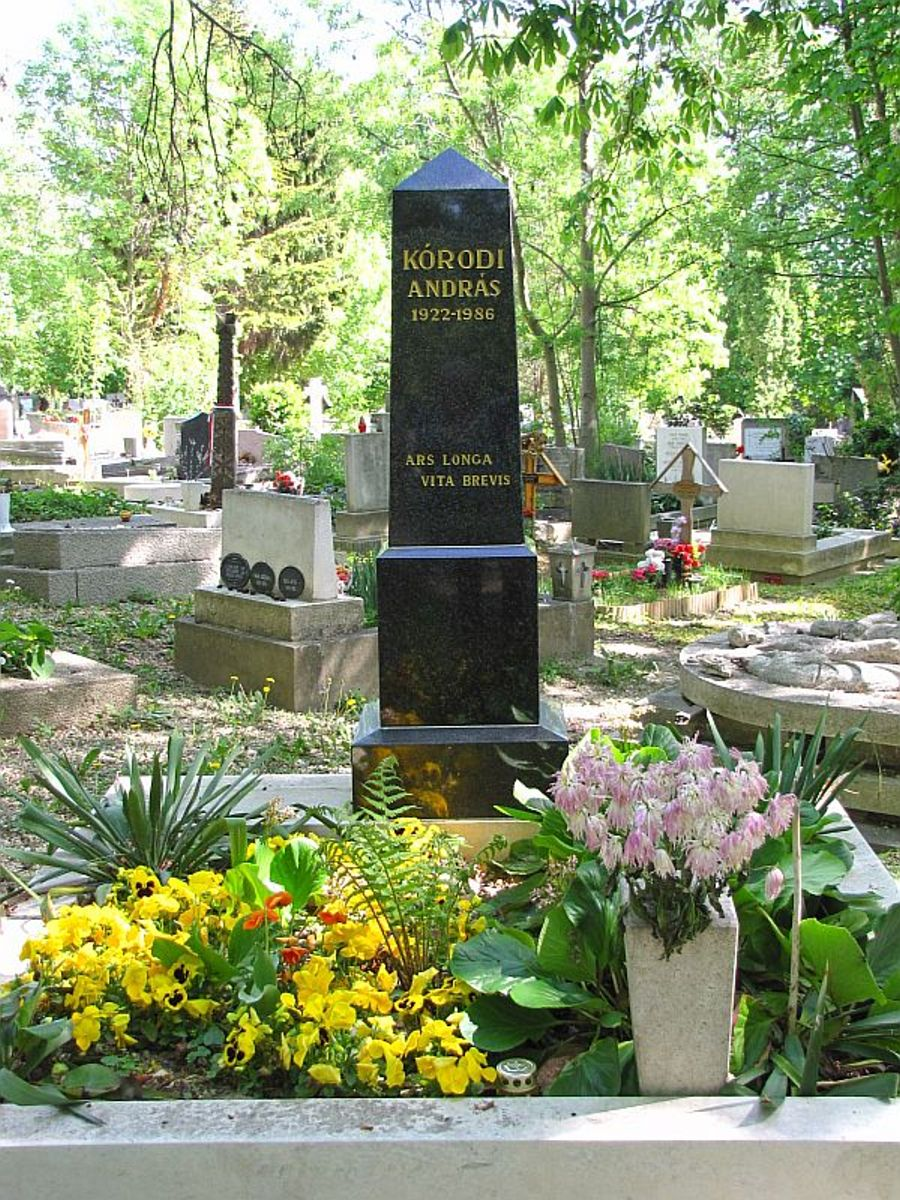
Kórodi András sírja Budapestenǃ Farkasréti temető: 25-10-54/55

A budapesti Zeneművészeti Főiskolán végzett zongorán 1935-ben Varró Margitnál és Máthé Miklósnénál, majd a Nemzeti Zenedében folytatta tanulmányait zeneszerzés és karmesterképző szakon Lajtha Lászlónál és Ferencsik Jánosnál 1941 és 1944 között. 1945-ben itt és a Munkás Karnagyképzőben a vezénylés tanára volt. 1946-ban mint korrepetitor kezdte meg működését a Magyar Állami Operaházban. 1946-ban karmester lett, majd 1963-ban elsőkarmester. 1957-től 1982-ig a budapesti Zeneművészeti Főiskola karmesterképzőjén tanított, egyben tanszékvezetői feladatokat is ellátta. 1967-től haláláig a Budapesti Filharmóniai Társaság Zenekara karnagyaként működött, 1976-tól annak elnök-karnagya volt.
A Budapesti Filharmóniai Társaság olaszországi vendégszereplése során Trevisóban érte a halál.

## Elismerései
- Liszt Ferenc-díj, II. fokozat (1952)
- Szocialista kultúráért (1953)
- Szocialista munkáért érdemérem (1954)
- Liszt Ferenc-díj, I. fokozat (1958)
- Érdemes művész (1960)
- Kossuth-díj (1970)
- Kiváló művész (1983)